# Chung Pao
Chung Pao (čínsky pchin-jinem Hóng Bǎo, znaky 洪保; kolem 1412–1433) byl čínský eunuch, který se účastnil zámořských expedic vypravených císaři říše Ming Jung-lem a Süan-tem. Známý je především jako velitel samostatné eskadry účastnící se sedmé plavby Čeng Chea do Indického oceánu v letech 1431–1433.

## Život
Podle Dějin Mingů se roku 1412 (tedy mezi třetí a čtvrtou plavbou Čeng Chea) Chung Pao plavil jako vyslanec do Ajuthaji (tj. Thajska).
Roku 1421 se účastnil šesté plavby Čeng Chea do Indického oceánu – jižní Indie, Hormuzu, Arábie a východní Afriky.
V nápisu na stéle v Liou-ťia-kangu je zmíněn mezi vůdci sedmé Čeng Cheovy plavby. V čele této expedice stáli ve funkci hlavních vyslanců Čeng Che a Wang Ťing-chung, pomáhalo jim pět zástupců – kromě Chung Paa ještě Ču Liang, Čou Man, Jang Čen a Čang Ta. S výjimkou posledního měli všichni eunušskou hodnost tchaj-ťien (太監, doslova „největší ředitel/inspektor“).

Čeng Cheova sedmá plavba (1431–1433). Tučně vyznačena trasa hlavního loďstva, čárkovaně pravděpodobná trasa Chung Paovy eskadry.

Během sedmé plavby Chung Pao velel samostatné eskadře, která se v Semudře na Sumatře oddělila od hlavního loďstva a plula do Bengálska. Z Bengálska pokračovala do Kalikatu v jižní Indii, kde se setkala s hlavním loďstvem, které sem připlulo přímo ze Semudery.
Z Kalikatu hlavní loďstvo pokračovalo do Hormuzu, zatímco Chung Paova eskadra navštívila různé přístavy jižní Arábie a východní Afriky, včetně Adenu a Mogadiša. Před odplutím z Kalikatu vypravil sedm námořníků, včetně Ma Chuana na místní (patrně indické) lodi plující do Džiddy na pouť do Mekky a Medíny.

## Hrob
V červnu 2010 Wang Č’-kao, ředitel archeologického oddělení Nankingského muzea, oznámil nález hrobu Chung Paa u hor Cu-tchang (祖堂山) v nankingském okrese Ťiang-ning.